# Подгоренское сельское поселение (Новохопёрский район)
Подгоренское сельское поселение — упразднённое муниципальное образование в Новохопёрском районе Воронежской области.
Административный центр — село Подгорное.
Центральная улица села — Октябрьская.

## География
В селе протекает река Елань.

## История
Законом Воронежской области от 25 ноября 2011 года № 161-ОЗ, преобразованы, путём объединения:
- Подгоренское сельское поселение и Ярковское сельское поселение — в Ярковское сельское поселение с административным центром в селе Ярки.

## Образование
Подгоренская средняя общеобразовательская школа носит имя Героя Советского Союза — Шеина Ивана Кузьмича, она основана в 1911 году.

## Административное деление
В состав поселения входит один населенный пункт:
- село Подгорное